# Злотовський повіт
Злотовський повіт (пол. powiat złotowski) — один з 31 земських повітів Великопольського воєводства Польщі.
Утворений 1 січня 1999 року в результаті адміністративної реформи.

## Загальні дані
Повіт знаходиться у північній частині воєводства.
Адміністративний центр — місто Злотув.
Станом на 1.01.2008 населення становить 68 641 осіб, площа 1660,16 км².

## Демографія
Демографічні дані повіту станом на 30.06.2005:
|       | Всього | Всього | Жінки  | Жінки | Чоловіки | Чоловіки |
| ----- | ------ | ------ | ------ | ----- | -------- | -------- |
|       | осіб   | %      | осіб   | %     | осіб     | %        |
| Повіт | 68 522 | 100    | 34 617 | 50,5  | 33 905   | 49,5     |
| Міста | 34 326 | 100    | 17 771 | 51,8  | 16 555   | 48,2     |
| Села  | 34 196 | 100    | 16 846 | 49,3  | 17 350   | 50,7     |